# انا موزر
انا موزر (انگلیسی: Ana Moser؛ زادهٔ ۱۴ اوت ۱۹۶۸) بازیکن والیبال اهل برزیل است.